# Alphonse du Congé Dubreuil
Alphonse du Congé Dubreuil (o Ducongé Dubreuil) (19 giugno 1734 – 22 febbraio 1801) è stato un poeta, drammaturgo e librettista francese.
È autore nel 1777 di un libretto d'opera sul soggetto di Ifigenia in Tauride che propose a Christoph Willibald Gluck il quale, ritenendolo mediocre, lo rifiutò. Questo libretto fu musicato da Niccolò Piccinni.

## Opere
- La Pucelle de Paris, poema in dodici canti, 1776;
- Iphigénie en Tauride, opera, musica di Niccolò Piccinni;
- L'Amant travesti ou les Muletiers, opera buffa in 2 atti, da Jean de La Fontaine, musica di Marc-Antoine Désaugiers;
- Paul et Virginie ou le Triomphe de la vertu, dramma lirico in 3 atti, da Jacques-Henri Bernardin de Saint-Pierre, musica di Jean-François Lesueur;